# Begonia valdensium
Begonia valdensium é uma espécie da flora de Brasil pertencente à família Begoniaceae.

## Taxonomia
Begonia valdensium foi nomeada pelo botânico franco-suíço Alphonse Pyrame de Candolle, descrito em Annales des Sciences Naturelles; Botanique, série 4, 11: 138, e publicado em 1859.

## Conservação
O Governo do Estado do Espírito Santo incluiu em 2005 B. valdensium em sua primeira lista de espécies ameaçadas de extinção, por intermédio do Decreto nº 1.499-R, classificando-a como uma espécie "Vulnerável" (VU).